# Moy, Nordirland
Moy är en ort i Storbritannien.   Den ligger i riksdelen Nordirland, i den västra delen av landet, 500 km nordväst om huvudstaden London. Moy ligger 19 meter över havet och antalet invånare är 1 234.
Terrängen runt Moy är platt. Runt Moy är det tätbefolkat, med 819 invånare per kvadratkilometer. Närmaste större samhälle är Craigavon, 18,1 km öster om Moy. Trakten runt Moy består i huvudsak av gräsmarker.